# Palaeochrysophanus dido
Palaeochrysophanus dido är en fjärilsart som beskrevs av Gerhard 1853. Palaeochrysophanus dido ingår i släktet Palaeochrysophanus och familjen juvelvingar. Inga underarter finns listade i Catalogue of Life.